# 南町 (越谷市)
南町（みなみちょう）は、埼玉県越谷市の町名。現行行政地名は南町一丁目から三丁目。住居表示実施地区。郵便番号は343-0832。

## 地理
埼玉県の東部地域で、越谷市の南部に位置し、草加市と隣接している。西部境界を谷古田用水、南部境界を古綾瀬川が屈曲しながら流れる。

## 歴史
- 1972年（昭和47年）11月 - 南部地区土地区画整理事業（現在の伊原二丁目・蒲生南町一部も含む）が事業認可。
- 1982年（昭和57年）2月3日 - 区画整理の換地処分が完了し、蒲生南町、伊原一丁目、蒲生三丁目の各一部から南町一丁目から三丁目が成立[5][6]。
- 2013年（平成25年）3月 - 地内の第二愛隣幼稚園が現在地の川柳町へ移転される（開園は同年4月）[7]。

## 世帯数と人口
2022年（令和4年）1月1日現在の世帯数と人口は以下の通りである。
| 町丁       | 世帯数    | 人口    |
| ---------- | --------- | ------- |
| 南町一丁目 | 572世帯   | 1,274人 |
| 南町二丁目 | 425世帯   | 1,024人 |
| 南町三丁目 | 567世帯   | 1,066人 |
| 計         | 1,564世帯 | 3,364人 |

## 小・中学校の学区
市立小・中学校に通う場合、学区（校区）は以下の通りとなる。
| 番地 | 小学校               | 中学校           |
| ---- | -------------------- | ---------------- |
| 全域 | 越谷市立蒲生南小学校 | 越谷市立南中学校 |

## 交通

### 道路
- 埼玉県道115号越谷八潮線（草加産業道路）
- さんがさくら通り[9]

## 施設
かつては1丁目22-21に「第二愛隣幼稚園」も立地していた。
- 越谷市立蒲生南小学校
- 愛隣幼稚園・第二愛隣こども園プール＆ホール - 愛隣幼稚園・第二愛隣こども園（旧第二愛隣幼稚園）の関連施設
- 越谷市南部交流館
- 南町八幡神社
- 南町一丁目会館
- 南町二丁目会館
- 南町三丁目会館
- 南部第一公園
- 南部第三公園
- 南部第四公園